# オートトレーディングルフトジャパン
オートトレーティングルフトジャパン株式会社は、南原竜樹が起業した会社である。現在の社名は株式会社LUFTホールディングス。

## 概要
営業代行、コンサルティング、広報事業、販促サポートなどの経営戦略サポートを事業としている（公式サイトより）。
元は自動車の輸入販売を手掛けていた。1984年に南原竜樹が個人事業として自動車の並行輸入業を開始し、1988年に会社設立。並行輸入から輸入車ディーラー、インポーターとして事業を拡大。しかし正規輸入元となったMGローバーが2005年に破綻、影響で20億円の特別損失を出し全社員を解雇、事業の大幅縮小を余儀なくされる。
再建にあたって自動車販売一本から事業の多角化を図り、業績をV字回復する。
その後南原は一線を退き当社は傘下事業のほとんどを売却、顧問業として、南原自身の経験と実績を活かした経営者や起業家への経営指導を行っている。

## 沿革
- 1984年（昭和59年）
  - 創業、主にヨーロッパより車両輸入
- 1988年（昭和63年）
  - 2月12日、オートトレーディングルフトジャパン株式会社を設立
  - アラブ首長国連邦より車両輸入開始
- 1989年（平成元年）- 株式会社メイテックに福利厚生のリゾートホテルに代えてフェラーリをはじめとするスーパーカーの導入を提案、採用されメディアの注目を浴びる
- 1993年（平成5年）
  - 円高、アメリカ車を大量輸入
  - 愛知県愛知郡長久手町喜婦嶽 19-2 に本社移転
- 1994年（平成6年）
  - ポンド危機、イギリスよりイギリス車を大量輸入
  - 名古屋市名東区に、名東支店（中古車部）を設立
- 1995年（平成7年）
  - 車販売用のコンピュータ・ソフトウェアを独自開発
  - メキシコの通貨ペソ暴落を期に、メキシコ産ビートルを輸入開始
- 1997年（平成9年）
  - 東京都目黒区下目黒に東京支店を設立
  - 大阪府池田市八王寺に大阪支店を設立
  - 車販売の支援ソフトウェア「車やさん」を開発し、販売開始
- 1998年（平成10年）
  - インターネットによる自動車販売開始
  - アジア通貨危機を利用して、アジア通貨危機国より車を輸入
  - 愛知県愛知郡長久手町大字前熊字寺田 71-1 に本社移転
  - テリー伊藤出演のイメージポスター作成
  - コンビニエンス・ストア、サークルK店舗1,200店にて、カタログ販売を開始
- 1999年（平成11年）
  - 東京整備工場を開設
  - 大阪整備工場を開設
  - 「マニュアルトランスミッション車におけるクラッチ補助装置」実用新案登録
- 2000年（平成12年）
  - 5月 - メーカー日本法人に先行してベンツCクラス（W203）を発表、大問題となる。
  - 「AUTO TRADING」商標登録
  - 増資により資本金 3億4,375万円
  - 岐阜支店開設（岐阜市）
  - 東京支店移転（世田谷区）
  - 埼玉支店開設（さいたま市）
- 2001年（平成13年）
  - 増資により資本金 5億7,871万円
  - チェッカーモータース株式会社を買収
  - 東京支店移転（大田区）
  - アレーゼ名古屋株式会社を買収
  - 東京支店を新東京支店として大田区に移転
- 2002年（平成14年）
  - 5月 - 韓国にて展示会開催
  - TVR、ACカーズ、バーキン等、イギリス車輸入事業への本格的進出を発表
  - 福岡市西区に福岡支店を開設
  - 本社、名古屋支店を名古屋市千種区に移転[5]
- 2003年（平成15年）
  - 2月 - ロータス・カーズとの正規輸入契約を発表、株式会社エルシーアイを設立
  - 7月 - MGローバーとの正規輸入契約を発表
- 2004年（平成16年）
  - 4月 - チェッカーモータース株式会社の株67%を日興アントファクトリー株式会社に売却
  - 9月 - チェッカーモータース株式会社を株式会社クインランドに売却
  - 9月 - アレーゼ名古屋株式会社と東京・名古屋を除く店舗を株式会社クインランドに売却
- 2005年（平成17年）
  - 5月 - エルシーアイ株51%をVTホールディングスへ売却
  - 6月 - MGローバー事業の停止、ほぼすべての従業員の解雇
  - 10月 - 英国のスポーツカー「ノーブル」の輸入権を獲得
  - 11月 - ワイン輸入事業・コンテナ物流事業・大型クルーザーを活用した福利厚生受託事業を開始
  - 12月 - 東京事務所を港区に移転　　
  - 12月 - レンタカー事業開始
- 2006年（平成18年）
  - 1月 - ノーブル主力モデル『M400』　TVR新型モデル『サガリス』をオートトレーディングルフトジャパン名古屋本社でマスコミに発表
  - 2月 - 英国大使館にてTVR『タスカン2』 『サガリス』  ノーブル『M400』の発表会を開催
  - 2月 - 販売代理店募集を開始
  - 4月 - 英国大使館にてSunseeker日本正規代理店としての発表会を開催
  - 6月 - 『己動説』　～激変時代を生き抜くビジネスの本質　メールマガジン配信開始
  - 7月 - 経営セミナー南原塾開校
  - 9月 - オークション代行業務開始
  - 9月 - 株式投資ソフトZEUS（ゼウス）代理店業務開始
  - 10月 - 『月刊アスキー』で、「南原流起業術」の連載を開始
  - 10月 - iTunesで南原竜樹の未来時事通信開始（合計6回）
  - 12月 - 個人向けマイクロディーラー養成フランチャイズ「AT-1」開始
- 2007年（平成19年）2月 -　第一回目「AT-1」導入研修開催
- 2009年（平成21年）10月 - 中古車個人間売買支援サービス「エーティーワンダイレクト」設立
- 2012年（平成24年）- 愛知県名古屋市東区に本社移転
- 2015年（平成27年）
  - 8月 - 東京都港区虎ノ門に本社移転、株式会社LUFTホールディングスへ社名変更
- 2019年（令和元年）8月 - レンタカー事業のルフト・トラベルレンタカーを、株式会社トライアンフコーポレーションへ譲渡[6]
- 2022年（令和4年）- 顧問業を開始

## 事業内容
- 経営戦略サポート - 営業代行、コンサルティング、広報事業、販促サポートなど[1]

## 過去の事業

### 自動車輸入・販売
1984年に個人事業として自動車の並行輸入を開始し、1988年に会社設立。
ベンチャーキャピタルなどからの増資を受けて、2001年にはチェッカーモータース、アレーゼ名古屋などのフィアット系正規販売店網を買収、輸入車の正規販売に進出する。
2002年にはTVR、ACカーズ、バーキン等のイギリス車輸入へ本格的進出を発表、インポーター事業に進出。2003年には子会社としてエルシーアイを設立してロータス車の販売を開始、またMGローバーと正規輸入契約を結ぶ。また同年、カー用品大手オートバックスセブンの資本参加を受けている。一方で2004年にはアレーゼ名古屋と大阪、神戸、福岡の自社販売店を神戸市のクインランドに売却、またチェッカーモータースの株式67%を投資会社日興アントファクトリーに売却。インポーター事業に注力する。
しかし修理・部品供給を含めた全国販売網を構築したMGローバーは2005年4月に経営破綻し、輸入・販売業務は6月15日で終了。ローバー事業に対する先行投資が回収されないままMGローバーの倒産に至ったため、資金繰りに大きな打撃を受けた。
MGローバー事業終了と前後して4月にはロータスを輸入する子会社エルシーアイの株式の51%をVTホールディングスへ売却。一方で10月にはイギリスのノーブルの輸入権を取得している。

#### 正規輸入車種
- MGローバー
- TVR
- ロータス（株式会社エルシーアイが輸入）
- バーキン
- ノーブル・オートモーティブ

### その他の事業
- マリン事業 - サンシーカー（Sunseeker、 イギリスの高性能、高級ヨットメーカー）の輸入
  - 2006年に日本正規代理店としてサンシーカー事業部設立[7]。
  - 2023年現在、日本正規代理店は株式会社ユニマットプレシャスとなっている[8]。
- レンタカー事業
  - 2005年にレンタカー事業開始。
  - ルフト・トラベルレンタカー - 2008年7月、沖縄県のトラベルレンタカー（1995年設立）を子会社化。沖縄や北海道などの観光地を中心に営業。2019年8月、株式会社トライアンフコーポレーション（のちに株式会社ミレニアムへ社名変更）へ譲渡[6]。
- ワイン輸入事業
- コンテナ物流事業
- 大型クルーザーを活用した福利厚生受託事業
- 株式投資ソフト「ZEUS（ゼウス）」代理店
- 個人向けマイクロディーラー養成フランチャイズ「AT-1」[9]
- 自動車個人間売買支援事業「エーティーワンダイレクト」[10][11]（現「オート・インフォ」[12]）
- 医療・介護派遣業「ルフト・メディカルケア」 - 2008年、グッドウィル・グループよりプレミア・メディカルケアを買収[13]

## タイアップ
- 映画：キューティーハニー
- 映画：g@me.
- TVドラマ：西部警察 SPECIAL（旧シリーズからのスポンサーだったオートバックスからも車両提供が行われている）